# بيت السحر
بيت السحر (بالإنجليزية: The House of Magic)‏ هو فيلم كوميدي كوميدي ثلاثي الأبعاد بلغة بلجيكية-فرنسية باللغة الإنجليزية عام 2013 من إنتاج ناديا خامليشي ، وأدريان بوليتوسكي ، وبن ستاسين ، وكارولين فان إيسيغيم ، وجيل ووتركين ، وإخراج ستاسين وجيريمي ديغروسون.

## قصة
الرعد ، قطة صغيرة مهجورة ، رحب بها رجل عجوز غريب الأطوار لديه شغف بالسحر في منزله القديم وسرعان ما أصبح جزءًا من عائلة ألعاب الرسوم المتحركة التي يقودها أرنب زائد الوزن وفأر مريب للغاية.
يبدو أن كل شيء يسير على ما يرام حتى يتم عرض المنزل للبيع .. هل سينقذ بطلنا وحلفاؤه الغريبون المنزل ويحافظون على عائلته الجديدة غير العادية معًا؟

## وصلات خارجية
- بيت السحر على موقع IMDb (الإنجليزية)
- بيت السحر على موقع ميتاكريتيك (الإنجليزية)
- بيت السحر على موقع روتن توميتوز (الإنجليزية)
- بيت السحر على موقع نتفليكس (الإنجليزية)
- بيت السحر على موقع قاعدة بيانات الأفلام العربية
- بيت السحر على موقع ألو سيني (الفرنسية)
- بيت السحر على موقع أول موفي (الإنجليزية)
- بيت السحر على موقع بوكس أوفيس موجو (الإنجليزية)
- بيت السحر على موقع فيلمافينيتي (الإسبانية)
- بيت السحر على موقع قاعدة بيانات الأفلام السويدية (السويدية)